# Qualificações para o Campeonato Europeu de Futebol Sub-21 de 2019
A Qualificação para o Campeonato Europeu de Futebol Sub-21 de 2019 é uma competição de futebol na qual se definirão 11 seleções que irão participar no Campeonato Europeu de Futebol Sub-21 de 2019, juntamente com a Itália, país sede.
Um total de 54 seleções nacionais da UEFA participarão da competição de qualificação, com Gibraltar e Kosovo fazendo suas estreias. Os jogadores nascidos em ou após 1 de janeiro de 1996 são elegíveis para participar.

## Calendário
| Fase           | Datas internacionais da FIFA         |
| -------------- | ------------------------------------ |
| Fase de grupos | 20–28 de março de 2017               |
| Fase de grupos | 5–13 de junho de 2017                |
| Fase de grupos | 28 de agosto – 5 de setembro de 2017 |
| Fase de grupos | 2–10 de outubro de 2017              |
| Fase de grupos | 6–14 de novembro de 2017             |
| Fase de grupos | 19–27 de março de 2018               |
| Fase de grupos | 3–11 de setembro de 2018             |
| Fase de grupos | 8–16 de outubro de 2018              |
| Play-offs      | 12–20 de novembro de 2018            |

## Fase de grupos

### Sorteio
O sorteio para a fase de grupos de qualificação foi realizado em 26 de janeiro de 2017, 8:00 (UTC+0), na sede da UEFA em Nyon, na Suíça.
| Anfitrião         |
| ----------------- |
| - Itália (35.546) |

| Pote A | Pote B | Pote C |
| --- | --- | --- |
| - Alemanha (39.037) - Portugal (38.378) - Inglaterra (36.621) - Espanha (36.536) - Dinamarca (35.590) - França (34.262) - Suécia (34.259) - Tchéquia (33.690) - Sérvia (31.060) | - Eslováquia (31.0570 - Israel (30.786) - Países Baixos (29.817) - Áustria (29.406) - Croácia (28.239) - Bélgica (28.237) - Polónia (28.102) - Suíça (27.882) - Eslovênia (27.372) | - Ucrânia (27,372) - Noruega (26.830) - Rússia (26.414) - Turquia (25.927) - Romênia (25.859) - Islândia (25.679) - Grécia (25.522) - Montenegro (24.791) - Finlândia (24.581) |

| Pote D | Pote E | Pote F |
| --- | --- | --- |
| - País de Gales (23.683) - Bulgária (23.309) - Macedônia do Norte (23.283) - Geórgia (22.402) - Hungria (22.349) - Irlanda (22.004) - Escócia (21.784) - Moldávia (20.696) - Albânia (18.584) | - Lituânia (18.411) - Azerbaijão (18.331) - Armênia (18.126) - Bósnia e Herzegovina (18.056) - Bielorrússia (17.741) - Cazaquistão (16.826) - Chipre (16.636) - Letónia (16.516) - Estónia (14.498) | - Malta (14.331) - Luxemburgo (12.878) - Irlanda do Norte (12.611) - Ilhas Faroé (12.113) - San Marino (10.740) - Andorra (10.045) - Liechtenstein (8.058) - Gibraltar (0) - Kosovo (0) |

|  | Equipes qualificadas para o Campeonato Europeu de Futebol Sub-21 de 2019 |
|  | Possível Play-off                                                        |
|  | Equipes eliminadas                                                       |

### Grupo 1
| Pos | Seleção      | Pts | J  | V | E | D | GP | GC | SG  |
| --- | ------------ | --- | -- | - | - | - | -- | -- | --- |
| 1   | Croácia      | 25  | 10 | 6 | 1 | 0 | 22 | 2  | +20 |
| 2   | Grécia       | 25  | 10 | 5 | 1 | 1 | 21 | 5  | +16 |
| 3   | Tchéquia     | 16  | 10 | 3 | 1 | 2 | 10 | 12 | −2  |
| 4   | Bielorrússia | 14  | 10 | 3 | 1 | 2 | 8  | 6  | +2  |
| 5   | Moldávia     | 7   | 10 | 1 | 0 | 6 | 5  | 20 | −15 |
| 6   | San Marino   | 0   | 10 | 0 | 0 | 7 | 1  | 22 | −21 |

|                  | BLR | CRO | GRE | MDA | CZE | SMR |
| ---------------- | --- | --- | --- | --- | --- | --- |
| Bielorrússia     |     | 0–4 | 0–2 | 3–1 | 1–1 | 1–0 |
| Croácia          | 2–1 |     | 2–0 | 4–0 | 5–1 | 5–0 |
| Grécia           | 2–0 | 1–1 |     | 5–1 | 3–0 | 4–0 |
| Moldávia         | 2–2 | 0–3 | 0–2 |     | 1–3 | 1–0 |
| República Tcheca | 1–1 | 2–1 | 1–2 | 1–0 |     | 3–1 |
| San Marino       | 0–2 | 0–4 | 0–5 | 0–2 | 0–2 |     |

### Grupo 2
| Pos | Seleção          | Pts | J  | V | E | D | GP | GC | SG  |
| --- | ---------------- | --- | -- | - | - | - | -- | -- | --- |
| 1   | Espanha          | 27  | 10 | 9 | 0 | 1 | 31 | 10 | +21 |
| 2   | Irlanda do Norte | 20  | 10 | 6 | 2 | 2 | 15 | 11 | +4  |
| 3   | Eslováquia       | 18  | 10 | 6 | 0 | 4 | 17 | 18 | −1  |
| 4   | Islândia         | 11  | 10 | 3 | 2 | 5 | 16 | 19 | −3  |
| 5   | Albânia          | 7   | 10 | 1 | 4 | 5 | 9  | 17 | −8  |
| 6   | Estónia          | 2   | 10 | 0 | 2 | 8 | 11 | 24 | −13 |

|                  | ALB | SVK | ESP | EST | NIR | ISL |
| ---------------- | --- | --- | --- | --- | --- | --- |
| Albânia          |     | 2–3 | 0–1 | 0–0 | 1–1 | 0–0 |
| Eslováquia       | 4–1 |     | 1–4 | 2–0 | 1–0 | 0–2 |
| Espanha          | 3–0 | 5–1 |     | 3–1 | 1–2 | 1–0 |
| Estónia          | 2–2 | 1–2 | 0–1 |     | 1–2 | 2–3 |
| Irlanda do Norte | 1–0 | 1–0 | 3–5 | 4–2 |     | 0-0 |
| Islândia         | 2–3 | 2–3 | 2–7 | 5–2 | 0–1 |     |

### Grupo 3
| Pos | Seleção     | Pts | J  | V | E | D | GP | GC | SG  |
| --- | ----------- | --- | -- | - | - | - | -- | -- | --- |
| 1   | Dinamarca   | 23  | 10 | 7 | 2 | 1 | 30 | 8  | +22 |
| 2   | Polónia     | 22  | 10 | 6 | 4 | 0 | 22 | 9  | +13 |
| 3   | Geórgia     | 12  | 10 | 3 | 3 | 4 | 11 | 19 | −8  |
| 4   | Finlândia   | 9   | 10 | 2 | 3 | 5 | 13 | 21 | −8  |
| 5   | Lituânia    | 8   | 10 | 2 | 2 | 6 | 7  | 16 | −9  |
| 6   | Ilhas Faroé | 7   | 10 | 1 | 4 | 5 | 10 | 20 | −10 |

|             | DEN | FIN | GEO | FRO | LTU | POL |
| ----------- | --- | --- | --- | --- | --- | --- |
| Dinamarca   |     | 2–0 | 5–2 | 3–0 | 6–0 | 1–1 |
| Finlândia   | 0-5 |     | 1–2 | 1–1 | 0–2 | 1–3 |
| Geórgia     | 2–2 | 2–2 |     | 1–0 | 1–0 | 0–3 |
| Ilhas Faroé | 0–3 | 1–3 | 3–1 |     | 2–2 | 2–2 |
| Lituânia    | 0–2 | 0–2 | 0–0 | 3–0 |     | 0–2 |
| Polónia     | 3–1 | 3–3 | 1–0 | 1–1 | 1–0 |     |

### Grupo 4
| Pos | Seleção       | Pts | J  | V | E | D | GP | GC | SG  |
| --- | ------------- | --- | -- | - | - | - | -- | -- | --- |
| 1   | Inglaterra    | 26  | 10 | 8 | 2 | 0 | 23 | 4  | +19 |
| 2   | Países Baixos | 18  | 10 | 5 | 3 | 2 | 21 | 6  | +15 |
| 3   | Ucrânia       | 17  | 10 | 5 | 2 | 3 | 18 | 12 | +6  |
| 4   | Escócia       | 14  | 10 | 4 | 2 | 4 | 13 | 13 | 0   |
| 5   | Letónia       | 4   | 10 | 0 | 4 | 6 | 5  | 18 | −13 |
| 6   | Andorra       | 3   | 10 | 0 | 3 | 7 | 1  | 28 | −27 |

|               | AND | SCO | ENG | LVA | NED | UKR |
| ------------- | --- | --- | --- | --- | --- | --- |
| Andorra       |     | 1–1 | 0–1 | 0–0 | 0–1 | 0–6 |
| Escócia       | 3–0 |     | 0–2 | 1–1 | 2–0 | 0–2 |
| Inglaterra    | 7–0 | 3–1 |     | 3–0 | 0–0 | 2–1 |
| Letónia       | 0–0 | 0–2 | 1–2 |     | 0–3 | 1–1 |
| Países Baixos | 8–0 | 1–2 | 1–1 | 3–0 |     | 3–0 |
| Ucrânia       | 1–0 | 3–1 | 0–2 | 3–2 | 1–1 |     |

### Grupo 5
| Pos | Seleção    | Pts | J  | V | E | D | GP | GC | SG  |
| --- | ---------- | --- | -- | - | - | - | -- | -- | --- |
| 1   | Alemanha   | 25  | 10 | 8 | 1 | 1 | 33 | 7  | +26 |
| 2   | Noruega    | 15  | 10 | 4 | 3 | 3 | 15 | 13 | +2  |
| 3   | Irlanda    | 14  | 10 | 4 | 2 | 4 | 12 | 15 | −3  |
| 4   | Israel     | 14  | 10 | 4 | 2 | 4 | 17 | 18 | −1  |
| 5   | Kosovo     | 12  | 10 | 3 | 3 | 4 | 9  | 12 | −3  |
| 6   | Azerbaijão | 3   | 10 | 0 | 3 | 7 | 6  | 27 | −21 |

|            | GER | AZE | IRL | ISR | KVX | NOR |
| ---------- | --- | --- | --- | --- | --- | --- |
| Alemanha   |     | 6–1 | 2–0 | 3–0 | 1–0 | 2–1 |
| Azerbaijão | 0–7 |     | 1–3 | 1–1 | 0–0 | 1–3 |
| Irlanda    | 0–6 | 1–0 |     | 4–0 | 1–0 | 0–0 |
| Israel     | 2–5 | 3–1 | 3–1 |     | 3–0 | 1–3 |
| Kosovo     | 0–0 | 2–0 | 1–1 | 0–4 |     | 3–2 |
| Noruega    | 3–1 | 1–1 | 2–1 | 0–0 | 0–3 |     |

### Grupo 6
| Pos | Seleção | Pts | J  | V | E | D | GP | GC | SG  |
| --- | ------- | --- | -- | - | - | - | -- | -- | --- |
| 1   | Bélgica | 26  | 10 | 8 | 2 | 0 | 23 | 5  | +18 |
| 2   | Suécia  | 20  | 10 | 6 | 2 | 2 | 19 | 8  | +11 |
| 3   | Turquia | 17  | 10 | 5 | 2 | 3 | 14 | 10 | +4  |
| 4   | Hungria | 11  | 10 | 3 | 2 | 5 | 12 | 14 | −2  |
| 5   | Chipre  | 7   | 10 | 2 | 1 | 7 | 8  | 23 | −15 |
| 6   | Malta   | 4   | 10 | 1 | 1 | 8 | 8  | 24 | −16 |

|         | BEL | CYP | HUN | MLT | SWE | TUR |
| ------- | --- | --- | --- | --- | --- | --- |
| Bélgica |     | 3–2 | 3–0 | 2–1 | 1–1 | 0–0 |
| Chipre  | 0–2 |     | 0–2 | 2–1 | 0–1 | 2–1 |
| Hungria | 0–3 | 4–0 |     | 2–1 | 2–2 | 1–2 |
| Malta   | 0–4 | 1–1 | 2–1 |     | 0–4 | 0–1 |
| Suécia  | 0–3 | 4–1 | 1–0 | 3–0 |     | 0–1 |
| Turquia | 1–2 | 4–0 | 0–0 | 4–2 | 0–3 |     |

### Grupo 7
| Pos | Seleção            | Pts | J  | V | E | D | GP | GC | SG  |
| --- | ------------------ | --- | -- | - | - | - | -- | -- | --- |
| 1   | Sérvia             | 26  | 10 | 8 | 2 | 0 | 23 | 5  | +18 |
| 2   | Áustria            | 22  | 10 | 7 | 1 | 1 | 25 | 7  | +18 |
| 3   | Rússia             | 19  | 10 | 6 | 1 | 3 | 25 | 13 | +12 |
| 4   | Armênia            | 9   | 10 | 2 | 3 | 5 | 9  | 16 | −7  |
| 5   | Macedônia do Norte | 7   | 10 | 2 | 1 | 7 | 17 | 24 | −7  |
| 6   | Gibraltar          | 3   | 10 | 1 | 0 | 9 | 2  | 36 | −34 |

|           | ARM | AUT | GIB | MKD | RUS | SRB |
| --------- | --- | --- | --- | --- | --- | --- |
| Armênia   |     | 0–5 | 1–0 | 0–3 | 1–2 | 0–1 |
| Áustria   | 2–1 |     | 3–0 | 2–0 | 3–2 | 1–3 |
| Gibraltar | 0–3 | 0–5 |     | 1–0 | 0–5 | 0–6 |
| Macedónia | 3–3 | 0–4 | 6–1 |     | 3–4 | 0–2 |
| Rússia    | 0–0 | 1–0 | 3–0 | 5–1 |     | 1–2 |
| Sérvia    | 0–0 | 0–0 | 4–0 | 2–1 | 3–2 |     |

### Grupo 8
| Pos | Seleção              | Pts | J  | V | E | D  | GP | GC | SG  |
| --- | -------------------- | --- | -- | - | - | -- | -- | -- | --- |
| 1   | Romênia              | 24  | 10 | 7 | 3 | 0  | 19 | 4  | +15 |
| 2   | Portugal             | 22  | 10 | 7 | 1 | 2  | 33 | 11 | +22 |
| 3   | Bósnia e Herzegovina | 18  | 10 | 6 | 0 | 4  | 24 | 11 | +13 |
| 4   | País de Gales        | 13  | 10 | 4 | 1 | 5  | 11 | 14 | −3  |
| 5   | Suíça                | 10  | 10 | 3 | 1 | 6  | 11 | 18 | −7  |
| 6   | Liechtenstein        | 0   | 10 | 0 | 0 | 10 | 2  | 42 | −40 |

|                      | BIH | LIE | WAL | POR | ROU | SUI |
| -------------------- | --- | --- | --- | --- | --- | --- |
| Bósnia e Herzegovina |     | 6–0 | 1–0 | 3–1 | 1–3 | 3–0 |
| Liechtenstein        | 0–4 |     | 1–3 | 0–9 | 0–2 | 0–2 |
| País de Gales        | 0–4 | 2–1 |     | 0–2 | 0–2 | 3–1 |
| Portugal             | 4–2 | 7–0 | 2–0 |     | 1–1 | 2–1 |
| Romênia              | 2–0 | 4–0 | 2–0 | 1–1 |     | 1–1 |
| Suíça                | 1–0 | 3–0 | 0–3 | 2–4 | 0–2 |     |

### Grupo 9
| Pos | Seleção     | Pts | J  | V | E | D | GP | GC | SG  |
| --- | ----------- | --- | -- | - | - | - | -- | -- | --- |
| 1   | França      | 28  | 10 | 9 | 1 | 0 | 24 | 6  | _18 |
| 2   | Eslovênia   | 16  | 10 | 4 | 4 | 2 | 14 | 12 | +2  |
| 3   | Montenegro  | 11  | 10 | 3 | 2 | 5 | 15 | 15 | 0   |
| 4   | Cazaquistão | 10  | 10 | 2 | 4 | 4 | 13 | 18 | −5  |
| 5   | Bulgária    | 10  | 10 | 2 | 4 | 4 | 10 | 11 | −1  |
| 6   | Luxemburgo  | 7   | 10 | 2 | 1 | 7 | 7  | 21 | −14 |

|             | BUL | KAZ    | SVN | FRA | LUX | MNE |
| ----------- | --- | ------ | --- | --- | --- | --- |
| Bulgária    |     | 2–2    | 3–0 | 0–1 | 0–1 | 3-1 |
| Cazaquistão | 1–1 |        | 0–0 | 0–3 | 3–0 | 1–1 |
| Eslovênia   | 1–1 | 2–1    |     | 1–3 | 3–1 | 2–0 |
| França      | 3–0 | 4–1    | 1–1 |     | 2–0 | 2–1 |
| Luxemburgo  | 1–0 | 0–3[b] | 1–1 | 2–3 |     | 1–3 |
| Montenegro  | 0–0 | 5–1    | 1–3 | 0–2 | 3–0 |     |

### Melhores segundos colocados
| Pos | Seleção          | Pts | J | V | E | D | GP | GC | SG  | Grupo |
| --- | ---------------- | --- | - | - | - | - | -- | -- | --- | ----- |
| 1   | Polónia          | 20  | 8 | 6 | 2 | 0 | 19 | 6  | =13 | 3     |
| 2   | Grécia           | 19  | 8 | 6 | 1 | 1 | 17 | 5  | +12 | 1     |
| 3   | Áustria          | 16  | 8 | 5 | 1 | 2 | 17 | 7  | +10 | 7     |
| 4   | Portugal         | 16  | 8 | 5 | 1 | 2 | 17 | 11 | +6  | 8     |
| 5   | Suécia           | 14  | 8 | 4 | 4 | 2 | 12 | 8  | +4  | 6     |
| 6   | Irlanda do Norte | 14  | 8 | 4 | 4 | 2 | 9  | 8  | +1  | 2     |
| 7   | Países Baixos    | 12  | 8 | 3 | 3 | 2 | 12 | 6  | +6  | 4     |
| 8   | Eslovênia        | 12  | 8 | 3 | 3 | 2 | 10 | 10 | 0   | 9     |
| 9   | Noruega          | 11  | 8 | 3 | 2 | 3 | 11 | 11 | 0   | 5     |

## Play-offs

### Partidas
| Equipe 1 | Total | Equipe 2 | 1.º jogo | 2.º jogo |
| -------- | ----- | -------- | -------- | -------- |
| Grécia   | 0 – 2 | Áustria  | 0 – 1    | 0 – 1    |
| Polónia  | 3 – 2 | Portugal | 0 – 1    | 3 – 1    |

#### Partidas de ida
|  | Grécia | 0 – 1     | Áustria   | Toumba Stadium, Thessaloniki |
|  |        | Relatório | Posch 84' |                              |

|  | Polónia | 0 – 1     | Portugal | Ernest Pohl Stadium, Zabrze |
|  |         | Relatório | Jota 30' |                             |

#### Partidas de volta
| 20 de novembro de 2018 | Grécia | 0 – 1     | Áustria   | NV Arena, Sankt Pölten |
|                        |        | Relatório | Grbić 51' |                        |

| 20 de novembro de 2018 | Portugal | 1 – 3 | Polónia                                 | Estádio Municipal Eng.º Manuel Branco Teixeira, Chaves |
|                        | Jota 52' |       | Bielik 5' · Kownacki 8' · Szymański 24' |                                                        |

## Equipes qualificadas
| País       | Método de qualificação | Data de qualificação   | Melhor classificação                    |
| ---------- | ---------------------- | ---------------------- | --------------------------------------- |
| Itália     | Anfitrião              | 9 de dezembro de 2016  | Campeão (1992, 1994, 1996, 2000 e 2004) |
| Croácia    | Vencedor Grupo 1       | 15 de outubro de 2018  |                                         |
| Espanha    | Vencedor Grupo 2       | 6 de setembro de 2018  | Campeão (1986, 1998, 2011 e 2013)       |
| Dinamarca  | Vencedor Grupo 3       | 16 de outubro de 2018  |                                         |
| Inglaterra | Vencedor Grupo 4       | 11 de outubro de 2018  | Campeão (1982 e 1984)                   |
| Alemanha   | Vencedor Grupo 5       | 12 de outubro de 2018  | Campeão (2009 e 2017)                   |
| Bélgica    | Vencedor Grupo 6       | 16 de outubro de 2018  |                                         |
| Sérvia     | Vencedor Grupo 7       | 12 de outubro de 2018  | Campeão (1978)                          |
| Romênia    | Vencedor Grupo 8       | 16 de outubro de 2018  |                                         |
| França     | Vencedor Grupo 9       | 7 de setembro de 2018  | Campeão (1988)                          |
| Polónia    | Play-off               | 20 de novembro de 2018 |                                         |
| Áustria    | Play-off               | 20 de novembro de 2018 | estreante                               |

## Estatísticas
Atualizado até 11 de novembro de 2017
| Pos. | Jogador            | País      | Gols | Tempo jogando |
| ---- | ------------------ | --------- | ---- | ------------- |
| 1    | Martin Terrier     | França    | 7    | 312'          |
| 2    | Robert Skov        | Dinamarca | 6    | 322'          |
| 3    | Carlos Strandberg  | Suécia    | 5    | 246'          |
| 3    | Marcus Ingvartsen  | Dinamarca | 5    | 436'          |
| 3    | Dawid Kownacki     | Polónia   | 5    | 349'          |
| 3    | Efthymis Koulouris | Grécia    | 5    | 450'          |
| 3    | Josip Brekalo      | Croácia   | 5    | 450'          |
| 8    | Reece Grego-Cox    | Irlanda   | 4    | 272'          |
| 8    | Dani Ceballos      | Espanha   | 4    | 353'          |
| 8    | Marcel Hartel      | Alemanha  | 4    | 359'          |
| 8    | Luka Jović         | Sérvia    | 4    | 445'          |
| 8    | Rasmus Nissen      | Dinamarca | 4    | 360'          |
| 8    | George Puşcaş      | Romênia   | 4    | 523'          |

| Pos. | Jogador        | País      | Assist. | Tempo jogando |
| ---- | -------------- | --------- | ------- | ------------- |
| 1    | Shon Weissman  | Israel    | 5       | 424'          |
| 1    | Mikkel Duelund | Dinamarca | 5       | 433'          |
| 3    | Levin Öztunalı | Alemanha  | 4       | 270'          |